# Niddah (traité)
 (signalé en mai 2025).
Si vous disposez d'ouvrages ou d'articles de référence ou si vous connaissez des sites web de qualité traitant du thème abordé ici, merci de compléter l'article en donnant les références utiles à sa vérifiabilité et en les liant à la section « Notes et références ».
- Archive Wikiwix
- Bing
- Cairn
- DuckDuckGo
- E. Universalis
- Gallica
- Google
- G. Books
- G. News
- G. Scholar
- Persée
- Qwant
- (zh) Baidu
- (ru) Yandex
- (wd) trouver des œuvres sur Wikidata

Le traité Niddah (hébreu : מסכת נידה massekhet Niddah) est le septième traité de l’ordre Taharot.
Il a pour thème l’impureté qui atteint la femme lorsque « le sang sort de sa source » ainsi que sa purification. Cette impureté a pour particularité de se transmettre non seulement par la couche ou ce qu’elle touche mais aussi par les rapports sexuels, interdits à plusieurs reprises par la Bible (he). Elle est en outre d’application à ce jour, bien que le Temple de Jérusalem demeure détruit. C’est pourquoi Niddah est le seul à faire l’objet d’un traité dans le Talmud de Babylone, comportant 79 articles (mishnayot) répartis en dix chapitres et élaborés sur 72 pages contre 13 dans le Talmud de Jérusalem (dans les éditions Vilna de ces corpus), où seuls quatre chapitres ont été conservés. 